# Acanthotrophon
Acanthotrophon is een geslacht van weekdieren uit de klasse van de Gastropoda (slakken).

## Soorten
- Acanthotrophon aquensis Lozouet, 1999 †
- Acanthotrophon carduus (Broderip, 1833)
- Acanthotrophon latispinosus Garrigues & Lamy, 2019
- Acanthotrophon sentus Berry, 1969
- Acanthotrophon sorenseni (Hertlein & A. M. Strong, 1951)
- Acanthotrophon striatoides E. H. Vokes, 1980